# Tizaghte
Tizaghte (franska: Tizaghte (CR), Tizaghte (Commune Rurale), arabiska: تيكزمرت) är en kommun i Marocko.   Den ligger i provinsen Tata och regionen Souss-Massa, i den centrala delen av landet, 500 km söder om huvudstaden Rabat. Antalet invånare är 4 490.